# Liste des médaillés aux Jeux olympiques d'été de 2000
Cet article liste les athlètes ayant remporté une médaille aux Jeux olympiques d'été de 2000 à Sydney (Australie).

## Athlétisme
| Épreuves          | Or                                                                                                  | Argent | Bronze |
| ----------------- | --------------------------------------------------------------------------------------------------- | --- | --- |
| Hommes            | | | |
| 100 m             | Maurice Greene (USA)                                                                                | Ato Boldon (TRI)                                                                                              | Obadele Thompson (BAR)                                                                                      |
| 200 m             | Konstantínos Kentéris (GRE)                                                                         | Darren Campbell (GBR)                                                                                         | Ato Boldon (TRI)                                                                                            |
| 400 m             | Michael Johnson (USA)                                                                               | Alvin Harrison (USA)                                                                                          | Gregory Haughton (JAM)                                                                                      |
| 800 m             | Nils Schumann (GER)                                                                                 | Wilson Kipketer (DEN)                                                                                         | Djabir Saïd-Guerni (ALG)                                                                                    |
| 1 500 m           | Noah Ngeny (KEN)                                                                                    | Hicham El Guerrouj (MAR)                                                                                      | Bernard Lagat (KEN)                                                                                         |
| 5 000 m           | Million Wolde (ETH)                                                                                 | Ali Saïdi-Sief (ALG)                                                                                          | Brahim Lahlafi (MAR)                                                                                        |
| 10 000 m          | Haile Gebrselassie (ETH)                                                                            | Paul Tergat (KEN)                                                                                             | Assefa Mezgebu (ETH)                                                                                        |
| Marathon          | Gezahegne Abera (ETH)                                                                               | Erick Wainaina (KEN)                                                                                          | Tesfaye Tola (ETH)                                                                                          |
| 110 m haies       | Anier García (CUB)                                                                                  | Terrence Trammell (USA)                                                                                       | Mark Crear (USA)                                                                                            |
| 400 m haies       | Angelo Taylor (USA)                                                                                 | Hadi Soua'an al-Somaily (KSA)                                                                                 | Llewellyn Herbert (RSA)                                                                                     |
| 3 000 m steeple   | Reuben Kosgei (KEN)                                                                                 | Wilson Boit Kipketer (KEN)                                                                                    | Ali Ezzine (MAR)                                                                                            |
| Relais 4 × 100 m  | États-Unis Kenny Brokenburr Jon Drummond Maurice Greene Brian Lewis Tim Montgomery Bernard Williams | Brésil Claudinei da Silva Vicente Lenílson de Lima André Domingos Édson Ribeiro Cláudio Roberto Souza         | Cuba José Ángel César Iván García Freddy Mayola Luis Alberto Pérez-Rionda                                   |
| Relais 4 × 400 m  | Nigeria Nduka Awazie Sunday Bada Clement Chukwu Fidelis Gadzama Jude Monye Enefiok Udo-Obong        | Jamaïque Michael Blackwood Gregory Haughton Danny McFarlane Christopher Williams Sanjay Ayre Michael McDonald | Bahamas Chris Brown Troy McIntosh Avard Moncur Carl Oliver                                                  |
| 20 km marche      | Robert Korzeniowski (POL)                                                                           | Noé Hernández (MEX)                                                                                           | Vladimir Andreev (RUS)                                                                                      |
| 50 km marche      | Robert Korzeniowski (POL)                                                                           | Aigars Fadejevs (LAT)                                                                                         | Joel Sánchez (MEX)                                                                                          |
| Saut en longueur  | Iván Pedroso (CUB)                                                                                  | Jai Taurima (AUS)                                                                                             | Roman Shchurenko (UKR)                                                                                      |
| Triple saut       | Jonathan Edwards (GBR)                                                                              | Yoel García (CUB)                                                                                             | Denis Kapustin (RUS)                                                                                        |
| Saut en hauteur   | Sergey Klyugin (RUS)                                                                                | Javier Sotomayor (CUB)                                                                                        | Abderrahmane Hammad (RUS)                                                                                   |
| Saut à la perche  | Nick Hysong (USA)                                                                                   | Lawrence Johnson (USA)                                                                                        | Maksim Tarasov (RUS)                                                                                        |
| Lancer du poids   | Arsi Harju (FIN)                                                                                    | Adam Nelson (USA)                                                                                             | John Godina (RUS)                                                                                           |
| Lancer du disque  | Virgilijus Alekna (LTU)                                                                             | Lars Riedel (GER)                                                                                             | Frantz Kruger (RSA)                                                                                         |
| Lancer du marteau | Szymon Ziółkowski (POL)                                                                             | Nicola Vizzoni (ITA)                                                                                          | Ihar Astapkovich (BLR)                                                                                      |
| Lancer du javelot | Jan Železný (RTC)                                                                                   | Steve Backley (GBR)                                                                                           | Sergey Makarov (RUS)                                                                                        |
| Décathlon         | Erki Nool (EST)                                                                                     | Roman Šebrle (RTC)                                                                                            | Chris Huffins (USA)                                                                                         |
| Femmes            | | | |
| 100 m             | vacant                                                                                              | Tayna Lawrence (JAM) Ekateríni Thánou (GRE)                                                                   | Merlene Ottey (JAM)                                                                                         |
| 200 m             | Pauline Davis-Thompson (BAH)                                                                        | Susanthika Jayasinghe (SRI)                                                                                   | Beverly McDonald (JAM)                                                                                      |
| 400 m             | Cathy Freeman (AUS)                                                                                 | Lorraine Graham (JAM)                                                                                         | Katharine Merry (GBR)                                                                                       |
| 800 m             | Maria Mutola (MOZ)                                                                                  | Stephanie Graf (AUT)                                                                                          | Kelly Holmes (GBR)                                                                                          |
| 1 500 m           | Nouria Benida-Merah (ALG)                                                                           | Violeta Szekely (ROU)                                                                                         | Gabriela Szabó (ROU)                                                                                        |
| 5 000 m           | Gabriela Szabó (ROU)                                                                                | Sonia O'Sullivan (IRL)                                                                                        | Gete Wami (ETH)                                                                                             |
| 10 000 m          | Derartu Tulu (ETH)                                                                                  | Gete Wami (ETH)                                                                                               | Fernanda Ribeiro (POR)                                                                                      |
| Marathon          | Naoko Takahashi (JPN)                                                                               | Lidia Șimon (ROU)                                                                                             | Joyce Chepchumba (KEN)                                                                                      |
| 100 m haies       | Olga Shishigina (KAZ)                                                                               | Glory Alozie (NGR)                                                                                            | Melissa Morrison (USA)                                                                                      |
| 400 m haies       | Irina Privalova (RUS)                                                                               | Deon Hemmings (JAM)                                                                                           | Nezha Bidouane (MAR)                                                                                        |
| Relais 4 × 100 m  | Bahamas Pauline Davis-Thompson Debbie Ferguson Sevatheda Fynes Eldece Lewis Chandra Sturrup         | Jamaïque Veronica Campbell Merlene Frazer Tayna Lawrence Beverly McDonald Merlene Ottey                       | États-Unis Torri Edwards Chryste Gaines Nanceen Perry Passion Richardson                                    |
| Relais 4 × 400 m  | États-Unis Andrea Anderson Jearl Miles-Clark LaTasha Colander Monique Hennagan                      | Jamaïque Michelle Burgher Lorraine Graham Charmaine Howell Deon Hemmings Sandie Richards Catherine Scott      | Russie Svetlana Goncharenko Olga Kotlyarova Irina Privalova Yuliya Sotnikova Natalya Nazarova Olesya Zykina |
| 20 km marche      | Wang Liping (CHN)                                                                                   | Kjersti Tysse (NOR)                                                                                           | María Vasco (ESP)                                                                                           |
| Saut en longueur  | Heike Drechsler (GER)                                                                               | Fiona May (ITA)                                                                                               | Tatyana Kotova (RUS)                                                                                        |
| Triple saut       | Teresa Marinova (BUL)                                                                               | Tatyana Lebedeva (RUS)                                                                                        | Olena Hovorova (UKR)                                                                                        |
| Saut en hauteur   | Yelena Yelesina (RUS)                                                                               | Hestrie Cloete (RSA)                                                                                          | Kajsa Bergqvist (SWE) Oana Pantelimon (ROU)                                                                 |
| Saut à la perche  | Stacy Dragila (USA)                                                                                 | Tatiana Grigorieva (AUS)                                                                                      | Vala Flosadóttir (ISL)                                                                                      |
| Lancer du poids   | Yanina Karolchyk (BLR)                                                                              | Larisa Peleshenko (RUS)                                                                                       | Astrid Kumbernuss (GER)                                                                                     |
| Lancer du disque  | Elina Zverava (BLR)                                                                                 | Anastasía Kelesídou (GRE)                                                                                     | Iryna Yatchanka (BLR)                                                                                       |
| Lancer du marteau | Kamila Skolimowska (POL)                                                                            | Olga Kuzenkova (RUS)                                                                                          | Kirsten Münchow (GER)                                                                                       |
| Lancer du javelot | Trine Hattestad (NOR)                                                                               | Miréla Manjani (GRE)                                                                                          | Olisdeilys Menéndez (CUB)                                                                                   |
| Heptathlon        | Denise Lewis (GBR)                                                                                  | Ielena Prokhorova (RUS)                                                                                       | Natallia Sazanovich (BLR)                                                                                   |

## Aviron
| Épreuves                    | Or | Argent | Bronze |
| --------------------------- | --- | --- | --- |
| Hommes                      | | | |
| Skiff                       | Rob Waddell (NZL) | Xeno Müller (SUI) | Marcel Hacker (GER) |
| Deux de couple              | Slovénie Iztok Čop Luka Špik | Norvège Fredrik Raaen Bekken Olaf Tufte | Italie Giovanni Calabrese Nicola Sartori |
| Deux de couple poids légers | Pologne Tomasz Kucharski Robert Sycz | Italie Elia Luini Leonardo Pettinari | France Thibaud Chapelle Pascal Touron |
| Quatre de couple            | Italie Agostino Abbagnale Rossano Galtarossa Simone Raineri Alessio Sartori                                                                                   | Pays-Bas Michiel Bartman Dirk Lippits Diederik Simon Jochem Verberne                                                                                  | Allemagne Marco Geisler Andreas Hajek Stephan Volkert André Willms                                                                                      |
| Deux sans barreur           | France Michel Andrieux Jean-Christophe Rolland | États-Unis Sebastian Bea Ted Murphy | Australie Matthew Long James Tomkins |
| Quatre sans barreur         | France Jean-Christophe Bette Xavier Dorfman Yves Hocdé Laurent Porchier                                                                                       | Australie Darren Balmforth Simon Burgess Anthony Edwards Bob Richards                                                                                 | Danemark Eskild Ebbesen Thomas Ebert Victor Feddersen Søren Madsen                                                                                      |
| Huit                        | Grande-Bretagne Louis Attrill Ben Hunt-Davis Simon Dennis Rowley Douglas Luka Grubor Andrew Lindsay Fred Scarlett Steve Trapmore Kieran West                  | Australie Daniel Burke Jaime Fernandez Alastair Gordon Brett Hayman Robert Jahrling Mike McKay Nick Porzig Christian Ryan Stuart Welch                | Croatie Igor Boraska Krešimir Čuljak Igor Francetić Tihomir Franković Silvijo Petriško Nikša Skelin Siniša Skelin Tomislav Smoljanović Branimir Vujević |
| Femmes                      | | | |
| Skiff                       | Ekaterina Karsten (BLR) | Rumyana Neykova (BUL) | Katrin Rutschow-Stomporowski (GER) |
| Deux de couple              | Allemagne Kathrin Boron Jana Thieme | Pays-Bas Pieta van Dishoeck Eeke van Nes | Lituanie Birute Sakickiene Kristina Poplavskaja |
| Deux de couple poids légers | Roumanie Angela Alupei Constanța Burcică | Allemagne Claudia Blasberg Valerie Viehoff | États-Unis Christine Collins Sarah Garner |
| Quatre de couple            | Allemagne Meike Evers Kerstin Kowalski Manja Kowalski Manuela Lutze                                                                                           | Grande-Bretagne Guin Batten Miriam Batten Katherine Grainger Gillian Lindsay                                                                          | Russie Oxana Dorodnowa Irina Fedotova Julia Lewina Larisa Merk                                                                                          |
| Deux sans barreur           | Roumanie Georgeta Damian Doina Ignat | Australie Kate Slatter Rachael Taylor | États-Unis Karen Kraft Melissa Ryan |
| Huit                        | Roumanie Veronica Cochelea Georgeta Damian Maria Magdalena Dumitrache Liliana Gafencu Elena Georgescu Doina Ignat Elisabeta Lipă Ioana Olteanu Viorica Susanu | Pays-Bas Tessa Appeldoorn Carin ter Beek Elien Meijer Nelleke Penninx Martijntje Quik Pieta van Dishoeck Eeke van Nes Anneke Venema Marieke Westerhof | Canada Buffy Alexander Laryssa Biesenthal Heather Davis Alison Korn Theresa Luke Heather McDermid Emma Robinson Lesley Thompson Dorota Urbaniak         |

## Badminton
| Épreuves          | Or                                   | Argent                                  | Bronze                                    |
| ----------------- | ------------------------------------ | --------------------------------------- | ----------------------------------------- |
| Simples messieurs | Ji Xinpeng (CHN)                     | Hendrawan (IDN)                         | Xia Xuanze (CHN)                          |
| Simples dames     | Gong Zhichao (CHN)                   | Camilla Martin (RUS)                    | Ye Zhaoying (CHN)                         |
| Doubles messieurs | Indonésie Tony Gunawan Candra Wijaya | Corée du Sud Lee Dong-soo Yoo Yong-sung | Corée du Sud Ha Tae-kwon Kim Dong-moon    |
| Doubles dames     | Chine Ge Fei Gu Jun                  | Chine Huang Nanyan Yang Wei             | Chine Gao Ling Qin Yiyuan                 |
| Doubles mixte     | Chine Zhang Jun Gao Ling             | Indonésie Tri Kusharjanto Minarti Timur | Grande-Bretagne Simon Archer Joanne Goode |

## Baseball
| Épreuves         | Or | Argent | Bronze |
| ---------------- | --- | --- | --- |
| Tournoi masculin | États-Unis Brent Abernathy Kurt Ainsworth Pat Borders Sean Burroughs John Cotton Travis Dawkins Adam Everett Ryan Franklin Chris George Shane Heams Marcus Jensen Mike Kinkade Rick Krivda Doug Mientkiewicz Mike Neill Roy Oswalt Jon Rauch Anthony Sanders Bobby Seay Ben Sheets Brad Wilkerson Todd Williams Ernie Young Tim Young | Cuba Omar Ajete Yovany Aragon Miguel Caldés Danel Castro José Contreras Yobal Dueñas Yasser Gómez José Ibar Orestes Kindelán Pedro Luis Lazo Omar Linares Oscar Macías Juan Manrique Javier Méndez Rolando Meriño Germán Mesa Antonio Pacheco Massó Ariel Pestano Gabriel Pierre Maels Rodríguez Antonio Scull Luis Ulacia Lázaro Valle Norge Luis Vera | Corée du Sud Jang Sung-ho Chong Tae-hyon Chung Min-tae Hong Sung-heon Jin Pil-jung Jung Soo-keun Kim Dong-joo Kim Han-soo Kim Ki-tae Kim Soo-kyung Kim Tae-gyun Koo Dae-sung Lee Byung-kyu Lee Seung-ho Lee Seung-yeop Lim Chang-yong Lim Sun-dong Park Jae-hong Park Jin-man Park Jong-ho Park Kyung-oan Park Seok-jin Son Min-han Song Jin-woo |

## Basket-ball
| Épreuves         | Or | Argent | Bronze |
| ---------------- | --- | --- | --- |
| Tournoi masculin | États-Unis Shareef Abdur-Rahim Ray Allen Vin Baker Vince Carter Kevin Garnett Tim Hardaway Allan Houston Jason Kidd Antonio McDyess Alonzo Mourning Gary Payton Steve Smith                    | France Jim Bilba Yann Bonato Makan Dioumassi Laurent Foirest Thierry Gadou Cyril Julian Crawford Palmer Antoine Rigaudeau Stéphane Risacher Laurent Sciarra Moustapha Sonko Frédéric Weis | Lituanie Dainius Adomaitis Gintaras Einikis Andrius Giedraitis Šarūnas Jasikevičius Kęstutis Marčiulionis Tomas Masiulis Darius Maskoliūnas Ramūnas Šiškauskas Darius Songaila Saulius Štombergas Mindaugas Timinskas Eurelijus Žukauskas          |
| Tournoi féminin  | États-Unis Ruthie Bolton Teresa Edwards Yolanda Griffith Chamique Holdsclaw Lisa Leslie Nikki McCray DeLisha Milton-Jones Katie Smith Dawn Staley Sheryl Swoopes Natalie Williams Kara Wolters | Australie Carla Boyd Michelle Brogan Sandy Brondello Trisha Fallon Kristi Harrower Joanne Hill Lauren Jackson Annie La Fleur Shelley Sandie Rachael Sporn Michele Timms Jennifer Whittle  | Brésil Janeth Arcain Alessandra Oliviera Adriana Aparecida dos Santos Cíntia Silva dos Santos Ilisaine Karen David Lilian Cristina Gonçalves Silvia Luz Helen Cristina Santos Luz Cláudia das Neves Adriana Moisés Pinto Kelly Santos Marta Sobral |

## Boxe
| Épreuves                            | Or                              | Argent                       | Bronze                    |
| ----------------------------------- | ------------------------------- | ---------------------------- | ------------------------- |
| Poids mi-mouches Moins de 48 kg     | Brahim Asloum (FRA)             | Rafael Lozano (ESP)          | Maikro Romero (CUB)       |
| Poids mi-mouches Moins de 48 kg     | Brahim Asloum (FRA)             | Rafael Lozano (ESP)          | Kim Un-chol (PRK)         |
| Poids mouches Moins de 51 kg        | Wijan Ponlid (THA)              | Bulat Jumadilov (KAZ)        | Wladimir Sidorenko (UKR)  |
| Poids mouches Moins de 51 kg        | Wijan Ponlid (THA)              | Bulat Jumadilov (KAZ)        | Jérôme Thomas (FRA)       |
| Poids coqs Moins de 54 kg           | Guillermo Rigondeaux (CUB)      | Raimkul Malakhbekov (RUS)    | Serhiy Danylchenko (UKR)  |
| Poids coqs Moins de 54 kg           | Guillermo Rigondeaux (CUB)      | Raimkul Malakhbekov (RUS)    | Clarence Vinson (USA)     |
| Poids plumes Moins de 57 kg         | Bekzat Sattarkhanov (KAZ)       | Rocky Juarez (USA)           | Kamil Djamaludinov (RUS)  |
| Poids plumes Moins de 57 kg         | Bekzat Sattarkhanov (KAZ)       | Rocky Juarez (USA)           | Tahar Tamsamani (MAR)     |
| Poids légers Moins de 60 kg         | Mario Kindelán (CUB)            | Andriy Kotelnik (UKR)        | Cristián Bejarano (MEX)   |
| Poids légers Moins de 60 kg         | Mario Kindelán (CUB)            | Andriy Kotelnik (UKR)        | Aleksandr Maletin (RUS)   |
| Poids super-légers Moins de 63,5 kg | Mahammatkodir Abdoollayev (UZB) | Ricardo Williams (USA)       | Mohamed Allalou (ALG)     |
| Poids super-légers Moins de 63,5 kg | Mahammatkodir Abdoollayev (UZB) | Ricardo Williams (USA)       | Diógenes Luna (CUB)       |
| Poids welters Moins de 67 kg        | Oleg Saitov (RUS)               | Serhiy Dotsenko (UKR)        | Vitaly Grusac (MDA)       |
| Poids welters Moins de 67 kg        | Oleg Saitov (RUS)               | Serhiy Dotsenko (UKR)        | Dorel Simion (ROU)        |
| Poids super-welters Moins de 71 kg  | Yermakhan Ibraimov (KAZ)        | Marian Simion (ROU)          | Jermain Taylor (USA)      |
| Poids super-welters Moins de 71 kg  | Yermakhan Ibraimov (KAZ)        | Marian Simion (ROU)          | Pornchai Thongburan (THA) |
| Poids moyens Moins de 75 kg         | Jorge Gutiérrez (CUB)           | Gaydarbek Gaydarbekov (RUS)  | Vugar Alakbarov (AZE)     |
| Poids moyens Moins de 75 kg         | Jorge Gutiérrez (CUB)           | Gaydarbek Gaydarbekov (RUS)  | Zsolt Erdei (HUN)         |
| Poids mi-lourds Moins de 81 kg      | Aleksandr Lebziak (RUS)         | Rudolf Kraj (CZE)            | Andriy Fedchuk (UKR)      |
| Poids mi-lourds Moins de 81 kg      | Aleksandr Lebziak (RUS)         | Rudolf Kraj (CZE)            | Sergey Mihaylov (UZB)     |
| Poids lourds Moins de 91 kg         | Félix Savón (CUB)               | Sultan Ibragimov (RUS)       | Sebastian Köber (GER)     |
| Poids lourds Moins de 91 kg         | Félix Savón (CUB)               | Sultan Ibragimov (RUS)       | Vladimer Chanturia (GEO)  |
| Poids super-lourds Plus de 91 kg    | Audley Harrison (GBR)           | Mukhtarkhan Dildabekov (KAZ) | Rustam Saidov (UZB)       |
| Poids super-lourds Plus de 91 kg    | Audley Harrison (GBR)           | Mukhtarkhan Dildabekov (KAZ) | Paolo Vidoz (ITA)         |

## Canoë-kayak

### Course en ligne
| Épreuves   | Or                                                                | Argent                                                         | Bronze                                                                        |
| ---------- | ----------------------------------------------------------------- | -------------------------------------------------------------- | ----------------------------------------------------------------------------- |
| Hommes     |                                                                   |                                                                |                                                                               |
| C1 500 m   | György Kolonics (HUN)                                             | Maksim Opalev (RUS)                                            | Andreas Dittmer (GER)                                                         |
| C1 1 000 m | Andreas Dittmer (GER)                                             | Ledis Balceiro (CUB)                                           | Stephen Giles (CAN)                                                           |
| C2 500 m   | Hongrie Ferenc Novák Imre Pulai                                   | Pologne Paweł Baraszkiewicz Daniel Jędraszko                   | Roumanie Florin Popescu Mitică Pricop                                         |
| C2 1 000 m | Roumanie Florin Popescu Mitică Pricop                             | Cuba Leobaldo Pereira Ibrahim Rojas                            | Allemagne Lars Kober Stefan Uteß                                              |
| K1 500 m   | Knut Holmann (NOR)                                                | Petar Merkov (BUL)                                             | Michael Kolganov (ISR)                                                        |
| K1 1 000 m | Tim Brabants (GBR)                                                | Eirik Verås Larsen (NOR)                                       | Ken Wallace (AUS)                                                             |
| K2 500 m   | Hongrie Zoltán Kammerer Botond Storcz                             | Australie Daniel Collins Andrew Trim                           | Allemagne Ronald Rauhe Tim Wieskötter                                         |
| K2 1 000 m | Italie Beniamino Bonomi Antonio Rossi                             | Suède Henrik Nilsson Markus Oscarsson                          | Hongrie Krisztián Bártfai Krisztián Veréb                                     |
| K4 1 000 m | Hongrie Gábor Horváth Zoltán Kammerer Botond Storcz Akos Vereckei | Allemagne Björn Bach Jan Schäfer Stefan Ulm Mark Zabel         | Pologne Dariusz Białkowski Grzegorz Kotowicz Adam Seroczyński Marek Witkowski |
| Femmes     |                                                                   |                                                                |                                                                               |
| K1 500 m   | Josefa Idem (ITA)                                                 | Caroline Brunet (CAN)                                          | Katrin Borchert (AUS)                                                         |
| K2 500 m   | Allemagne Birgit Fischer Katrin Wagner                            | Hongrie Katalin Kovács Szilvia Szabó                           | Pologne Aneta Pastuszka Beata Sokołowska                                      |
| K4 500 m   | Allemagne Birgit Fischer Manuela Mucke Anett Schuck Katrin Wagner | Hongrie Rita Kőbán Katalin Kovács Szilvia Szabó Erzsébet Viski | Roumanie Raluca Ioniță Mariana Limbău Elena Radu Sanda Toma                   |

## Cyclisme

### Route
| Épreuves         | Or                         | Argent                     | Bronze               |
| ---------------- | -------------------------- | -------------------------- | -------------------- |
| Hommes           |                            |                            |                      |
| Course en ligne  | Jan Ullrich (GER)          | Alexandre Vinokourov (KAZ) | Andreas Klöden (GER) |
| Contre-la-montre | Viatcheslav Ekimov (RUS)   | Jan Ullrich (GER)          | vacant               |
| Femmes           |                            |                            |                      |
| Course en ligne  | Leontien van Moorsel (NED) | Hanka Kupfernagel (GER)    | Diana Žiliūtė (LTU)  |
| Contre-la-montre | Leontien van Moorsel (NED) | Mari Holden (USA)          | Jeannie Longo (FRA)  |

### Piste
| Épreuves               | Or                                                            | Argent                                                                            | Bronze                                                                |
| ---------------------- | ------------------------------------------------------------- | --------------------------------------------------------------------------------- | --------------------------------------------------------------------- |
| Hommes                 |                                                               |                                                                                   |                                                                       |
| Américaine             | Australie Brett Aitken Scott McGrory                          | Belgique Etienne De Wilde Matthew Gilmore                                         | Italie Silvio Martinello Marco Villa                                  |
| Course aux points      | Joan Llaneras (ESP)                                           | Milton Wynants (URU)                                                              | Alexei Markov (RUS)                                                   |
| Keirin                 | Florian Rousseau (FRA)                                        | Gary Neiwand (AUS)                                                                | Jens Fiedler (GER)                                                    |
| Kilomètres             | Jason Queally (GBR)                                           | Stefan Nimke (GER)                                                                | Shane Kelly (AUS)                                                     |
| Poursuite individuelle | Robert Bartko (GER)                                           | Jens Lehmann (GER)                                                                | Bradley McGee (AUS)                                                   |
| Poursuite par équipes  | Allemagne Robert Bartko Daniel Becke Guido Fulst Jens Lehmann | Ukraine Serhiy Cherniavskiy Alexander Fedenko Sergiy Matveyev Oleksandr Symonenko | Grande-Bretagne Paul Manning Chris Newton Bryan Steel Bradley Wiggins |
| Vitesse individuelle   | Marty Nothstein (USA)                                         | Florian Rousseau (FRA)                                                            | Jens Fiedler (GER)                                                    |
| Vitesse par équipes    | France Laurent Gané Florian Rousseau Arnaud Tournant          | Grande-Bretagne Chris Hoy Craig MacLean Jason Queally                             | Australie Sean Eadie Darryn Hill Gary Neiwand                         |
| Femmes                 |                                                               |                                                                                   |                                                                       |
| 500 mètres             | Félicia Ballanger (FRA)                                       | Michelle Ferris (AUS)                                                             | Jiang Cuihua (CHN)                                                    |
| Vitesse individuelle   | Félicia Ballanger (FRA)                                       | Oksana Grichina (RUS)                                                             | Iryna Yanovych (UKR)                                                  |
| Poursuite individuelle | Leontien van Moorsel (NED)                                    | Marion Clignet (FRA)                                                              | Yvonne McGregor (GBR)                                                 |
| Course aux points      | Antonella Bellutti (ITA)                                      | Leontien van Moorsel (NED)                                                        | Olga Slyusareva (RUS)                                                 |

### VTT
| Épreuves | Or                    | Argent                 | Bronze                  |
| -------- | --------------------- | ---------------------- | ----------------------- |
| Hommes   | Miguel Martinez (FRA) | Filip Meirhaeghe (BEL) | Christoph Sauser (SUI)  |
| Femmes   | Paola Pezzo (ITA)     | Barbara Blatter (SUI)  | Margarita Fullana (ESP) |

## Équitation
| Épreuves                     | Or | Argent | Bronze |
| ---------------------------- | --- | --- | --- |
| Concours complet individuel  | David O'Connor sur Custom Made (USA) | Andrew Hoy sur Swizzle Inn (AUS)                                                                                                  | Mark Todd sur Eyespy (NZL) |
| Concours complet par équipes | Australie Phillip Dutton sur House Doctor Andrew Hoy sur Darien Powers Matt Ryan sur Kibah Sandstone Stuart Tinney sur Jeepster         | Grande-Bretagne Jeanette Brakewell sur Over To You Pippa Funnell sur Supreme Rock Leslie Law sur Chear L'Eau Ian Stark sur Jaybee | États-Unis Nina Fout sur 3 Magic Beans David O'Connor sur Giltedge Karen O'Connor sur Prince Panache Linden Wiesman sur Anderoo           |
| Dressage individuel          | Anky van Grunsven sur Bonfire (NED) | Isabell Werth sur Gigolo FRH (GER)                                                                                                | Ulla Salzgeber sur Rusty (GER) |
| Dressage par équipes         | Allemagne Nadine Capellmann sur Farbenfroh Ulla Salzgeber sur Rusty Alexandra Simons-de Ridder sur Chacomo Isabell Werth sur Gigolo FRH | Pays-Bas Ellen Bontje sur Silvano Arjen Teeuwissen sur Goliath Coby van Baalen sur Ferro Anky van Grunsven sur Bonfire            | États-Unis Susan Blinks sur Flim Flam Robert Dover sur Ranier Günter Seidelet sur Foltaire Christine Traurig sur Étienne                  |
| Saut d'obstacles individuel  | Jeroen Dubbeldam sur Sjiem (NED) | Albert Voorn sur Lando (NED) | Khaled Al-Eid sur Kashm Al Aan (KSA) |
| Saut d'obstacles par équipes | Allemagne Otto Becker sur Cento Ludger Beerbaum sur Goldfever Marcus Ehning sur For Pleasure Lars Nieberg sur Esprit                    | Suisse Markus Fuchs sur Tinkas's Boy Beat Mändli sur Pozitano Lesley McNaught sur Dulf Willi Melliger sur Calvaro V               | Brésil Luis Felipe de Azevedo sur Ralph André Johannpeter sur Calei Álvaro de Miranda Neto sur Aspen Rodrigo Pessoa sur Baloubet du Rouet |

## Escrime
| Épreuves            | Or                                                                        | Argent                                                                                | Bronze                                                              |
| ------------------- | ------------------------------------------------------------------------- | ------------------------------------------------------------------------------------- | ------------------------------------------------------------------- |
| Hommes              |                                                                           |                                                                                       |                                                                     |
| Épée individuelle   | Pavel Kolobkov (RUS)                                                      | Hugues Obry (FRA)                                                                     | Lee Sang-ki (KOR)                                                   |
| Épée par équipes    | Italie Angelo Mazzoni Paolo Milanoli Maurizio Randazzo Alfredo Rota       | France Jean-François Di Martino Hugues Obry Éric Srecki                               | Cuba Nelson Loyola Carlos Pedroso Ivan Trevejo                      |
| Fleuret individuel  | Kim Young-ho (KOR)                                                        | Ralf Bißdorf (GER)                                                                    | Dmitriy Shevchenko (RUS)                                            |
| Fleuret par équipes | France Jean-Noël Ferrari Brice Guyart Patrice Lhôtellier Lionel Plumenail | Chine Dong Zhaozhi Wang Haibin Ye Chong                                               | Italie Daniele Crosta Gabriele Magni Salvatore Sanzo Matteo Zennaro |
| Sabre individuel    | Mihai Covaliu (ROU)                                                       | Mathieu Gourdain (FRA)                                                                | Wiradech Kothny (GER)                                               |
| Sabre par équipes   | Russie Aleksey Frosin Stanislav Pozdniakov Sergey Sharikov                | France Mathieu Gourdain Julien Pillet Cédric Seguin Damien Touya                      | Allemagne Dennis Bauer Wiradech Kothny Alexander Weber              |
| Femmes              |                                                                           |                                                                                       |                                                                     |
| Épée individuelle   | Timea Nagy (HUN)                                                          | Gianna Hablützel-Bürki (SUI)                                                          | Laura Flessel (FRA)                                                 |
| Épée par équipes    | Russie Karina Aznavourian Tatiana Logunova Maria Mazina Oksana Yermakova  | Suisse Gianna Hablützel-Bürki Sophie Lamon Diana Romagnoli                            | Chine Li Na Liang Qin Yang Shaoqi                                   |
| Fleuret individuel  | Valentina Vezzali (ITA)                                                   | Rita König (GER)                                                                      | Giovanna Trillini (ITA)                                             |
| Fleuret par équipes | Italie Diana Bianchedi Giovanna Trillini Valentina Vezzali                | Pologne Sylwia Gruchała Magdalena Mroczkiewicz Anna Rybicka Barbara Wolnicka-Szewczyk | Allemagne Sabine Bau Rita König Monika Weber-Koszto                 |

## Football
| Épreuves         | Or | Argent | Bronze |
| ---------------- | --- | --- | --- |
| Tournoi masculin | Cameroun Patrice Abanda Nicolas Alnoudji Clément Beaud Daniel Bekono Serge Branco Joël Epalle Lauren Étamé Mayer Samuel Eto'o Geremi Carlos Kameni Modeste M'Bami Patrick Mboma Albert Meyong Ze Serge Mimpo Daniel Ngom Kome Aaron Nguimbat Patrick Suffo Pierre Womé                          | Espagne David Albelda Iván Amaya Miguel Ángel Angulo Daniel Aranzubía Joan Capdevila Jordi Ferrón Gabri Xavi Jesús María Lacruz Albert Luque Carlos Marchena José Mari Felip Ortíz Carles Puyol Ismael Ruiz Raúl Tamudo Toni Velamazán Unai Vergara                       | Chili Cristian Álvarez Francisco Arrué Pablo Contreras Javier di Gregorio Sebastián González David Henríquez Manuel Ibarra Claudio Maldonado Reinaldo Navia Rodrigo Núñez Rafael Olarra Patricio Ormazábal David Pizarro Pedro Reyes Mauricio Rojas Nelson Tapia Rodrigo Tello Iván Zamorano |
| Tournoi féminin  | Norvège Kristin Bekkevold Christine Bøe Jensen Gro Espeseth Ragnhild Gulbrandsen Solveig Gulbrandsen Margunn Haugenes Ingeborg Hovland Silje Jørgensen Monica Knudsen Gøril Kringen Bente Kvitland Unni Lehn Dagny Mellgren Bente Nordby Marianne Pettersen Anita Rapp Hege Riise Brit Sandaune | États-Unis Brandi Chastain Lorrie Fair Joy Fawcett Julie Foudy Michelle French Mia Hamm Kristine Lilly Shannon MacMillan Tiffeny Milbrett Siri Mullinix Carla Overbeck Cindy Parlow Christie Pearce Briana Scurry Nikki Serlenga Danielle Slaton Kate Sobrero Sara Whalen | Allemagne Nadine Angerer Nicole Brandebusemeyer Doris Fitschen Jeannette Götte Inka Grings Ariane Hingst Melanie Hoffmann Steffi Jones Renate Lingor Maren Meinert Sandra Minnert Claudia Müller Birgit Prinz Silke Rottenberg Kerstin Stegemann Bettina Wiegmann Tina Wunderlich            |

## Gymnastique

### Artistique
| Épreuves                    | Or                                                                                                  | Argent | Bronze                                                                                               |
| --------------------------- | --------------------------------------------------------------------------------------------------- | --- | --- |
| Hommes                      | | | |
| Concours par équipes        | Chine Huang Xu Li Xiaopeng Xiao Junfeng Xing Aowei Yang Wei Zheng Lihui                             | Ukraine Oleksandr Beresh Valeriy Honcharov Ruslan Mezentsev Valeri Pereshkura Olexander Svitlichni Roman Zozulya         | Russie Maxim Aleshin Aleksey Bondarenko Dmitri Drevin Nikolay Kryukov Aleksey Nemov Yevgeni Podgorny |
| Concours général individuel | Aleksey Nemov (RUS)                                                                                 | Yang Wei (CHN) | Oleksandr Beresh (UKR)                                                                               |
| Sol                         | Igors Vihrovs (LAT)                                                                                 | Aleksey Nemov (RUS) | Yordan Yovchev (BUL)                                                                                 |
| Cheval d'arçon              | Marius Urzică (ROU)                                                                                 | Éric Poujade (FRA) | Aleksey Nemov (RUS)                                                                                  |
| Anneaux                     | Szilveszter Csollány (HUN)                                                                          | Dimosthénis Tampákos (GRE)                                                                                               | Yordan Yovchev (BUL)                                                                                 |
| Saut de cheval              | Gervasio Deferr (ESP)                                                                               | Aleksey Bondarenko (RUS)                                                                                                 | Leszek Blanik (POL)                                                                                  |
| Barres parallèles           | Li Xiaopeng (CHN)                                                                                   | Lee Joo-hyung (KOR) | Aleksey Nemov (RUS)                                                                                  |
| Barre fixe                  | Aleksey Nemov (RUS)                                                                                 | Benjamin Varonian (FRA)                                                                                                  | Lee Joo-hyung (KOR)                                                                                  |
| Femmes                      | | | |
| Concours par équipes        | Roumanie Simona Amânar Loredana Boboc Andreea Isărescu Maria Olaru Claudia Presăcan Andreea Răducan | Russie Svetlana Khorkina Anastasia Kolesnikova Ekaterina Lobaznyuk Elena Produnova Anna Tschepelewa Elena Zamolodchikova | États-Unis Amy Chow Jamie Dantzscher Dominique Dawes Kristen Maloney Elise Ray Tasha Schwikert       |
| Concours général individuel | Simona Amânar (ROU)                                                                                 | Maria Olaru (ROU) | Liu Xuan (CHN)                                                                                       |
| Saut de cheval              | Elena Zamolodchikova (RUS)                                                                          | Andreea Răducan (ROU) | Ekaterina Lobaznyuk (RUS)                                                                            |
| Barres asymétriques         | Svetlana Khorkina (RUS)                                                                             | Ling Jie (CHN) | Yang Yun (CHN)                                                                                       |
| Poutre                      | Liu Xuan (CHN)                                                                                      | Ekaterina Lobaznyuk (RUS)                                                                                                | Elena Produnova (RUS)                                                                                |
| Sol                         | Elena Zamolodchikova (RUS)                                                                          | Svetlana Khorkina (RUS)                                                                                                  | Simona Amânar (ROU)                                                                                  |

### Rythmique
| Épreuves    | Or                                                                                               | Argent                                                                                            | Bronze |
| ----------- | ------------------------------------------------------------------------------------------------ | ------------------------------------------------------------------------------------------------- | --- |
| Individuel  | Ioulia Barsoukova (RUS)                                                                          | Yulia Raskina (BLR)                                                                               | Alina Kabaeva (RUS)                                                                                              |
| Par équipes | Russie Irina Belova Elena Chalamova Natalia Lavrova Maria Netesova Vera Shimanskaya Irina Zilber | Biélorussie Tatyana Ananko Tatyana Belan Anna Glazkova Irina Ilienkova Maria Lazuk Olga Puzhevich | Grèce Eirini Aïndili Evangelia Christodoulou Maria Georgatou Zacharoula Karyami Charikleia Pantazi Anna Pollatou |

## Haltérophilie
| Épreuves        | Or                         | Argent                    | Bronze                     |
| --------------- | -------------------------- | ------------------------- | -------------------------- |
| Hommes          |                            |                           |                            |
| Moins de 56 kg  | Halil Mutlu (TUR)          | Wu Wenxiong (CHN)         | Zhang Xiangxiang (CHN)     |
| Moins de 62 kg  | Nikolaj Pešalov (CRO)      | Leonídas Sabánis (GRE)    | Henadzi Aliashchuk (BLR)   |
| Moins de 69 kg  | Galabin Boevski (BUL)      | Georgi Markov (BUL)       | Siarhei Laurenau (BLR)     |
| Moins de 77 kg  | Zhan Xugang (CHN)          | Víktor Mítrou (GRE)       | Arsen Melikian (ARM)       |
| Moins de 85 kg  | Pýrros Dímas (GRE)         | Marc Huster (GER)         | Giorgi Asanidze (GEO)      |
| Moins de 94 kg  | Akákios Kakiasvíli (GRE)   | Szymon Kołecki (POL)      | Alekseï Petrov (RUS)       |
| Moins de 105 kg | Hossein Tavakoli (IRI)     | Alan Tsagaev (BUL)        | Said Asaad (QAT)           |
| Plus de 105 kg  | Hossein Reza Zadeh (IRI)   | Ronny Weller (GER)        | Andrei Chemerkin (RUS)     |
| Femmes          |                            |                           |                            |
| Moins de 48 kg  | Tara Nott (USA)            | Raema Lisa Rumbewas (INA) | Sri Indriyani (QAT)        |
| Moins de 53 kg  | Yang Xia (CHN)             | Li Fengying (TPE)         | Winarni Binti Slamet (QAT) |
| Moins de 58 kg  | Soraya Jiménez (MEX)       | Ri Song-hui (PRK)         | Khassaraporn Suta (THA)    |
| Moins de 63 kg  | Chen Xiaomin (CHN)         | Valentina Popova (RUS)    | Ioánna Chatziioánnou (GRE) |
| Moins de 69 kg  | Lin Weining (CHN)          | Erzsébet Márkus (HUN)     | Karnam Malleswari (IND)    |
| Moins de 75 kg  | María Isabel Urrutia (COL) | Ruth Ogbeifo (NGR)        | Kuo Yi-hang (TPE)          |
| Plus de 75 kg   | Ding Meiyuan (CHN)         | Agata Wróbel (POL)        | Cheryl Haworth (USA)       |

## Handball
| Épreuves         | Or | Argent | Bronze |
| ---------------- | --- | --- | --- |
| Tournoi masculin | Russie Dimitri Filippov Viatcheslav Gorpichine Oleg Khodkov Édouard Kokcharov Denis Krivochlikov Vassili Koudinov Stanislav Koulintchenko Dimitri Kouzelev Andreï Lavrov Igor Lavrov Sergueï Pogorelov Pavel Soukossian Dimitri Torgovanov Aleksandr Toutchkine Lev Voronine | Suède Magnus Andersson Martin Boquist Martin Frändesjö Mathias Franzén Peter Gentzel Andreas Larsson Ola Lindgren Stefan Lövgren Staffan Olsson Johan Petersson Tomas Svensson Tomas Sivertsson Pierre Thorsson Ljubomir Vranjes Magnus Wislander | Espagne David Barrufet Talant Dujshebaev Mateo Garralda Rafael Guijosa Demetrio Lozano Enric Masip Jordi Núñez Jesús Olalla Juancho Pérez Xavier O'Callaghan Antonio Carlos Ortega Antonio Ugalde Iñaki Urdangarin Alberto Urdiales Andrei Xepkin        |
| Tournoi féminin  | Danemark Camilla Andersen Tina Bøttzau Janne Kolling Tonje Kjærgaard Karen Brødsgaard Katrine Fruelund Maja Grønbæk Christina Roslyng Anette Hoffmann Lotte Kiærskou Karin Mortensen Anja Nielsen Rikke Petersen Lene Rantala Mette Vestergaard Larsen                       | Hongrie Beatrix Balogh Rita Deli Ágnes Farkas Andrea Farkas Anikó Kántor Beatrix Kökény Anita Kulcsár Dóra Lőwy Anikó Nagy Ildikó Pádár Katalin Pálinger Krisztina Pigniczki Bojana Radulovics Judith Simics Beáta Siti                           | Norvège Kristine Duvholt Ann Cathrin Eriksen Susann Goksør Bjerkrheim Kjersti Grini Trine Haltvik Elisabeth Hilmo Mia Hundvin Tonje Larsen Cecilie Leganger Jeanette Nilsen Marianne Rokne Birgitte Sættem Monica Sandve Else-Marthe Sørlie Heidi Tjugum |

## Hockey sur gazon
| Épreuves         | Or | Argent | Bronze |
| ---------------- | --- | --- | --- |
| Tournoi masculin | Pays-Bas Jacques Brinkman Jaap-Derk Buma Teun de Nooijer Jeroen Delmee Marten Eikelboom Piet-Hein Geeris Ronald Jansen Erik Jazet Bram Lomans Sander van der Weide Wouter van Pelt Diederik van Weel Remco van Wijk Stephan Veen Guus Vogels Peter Windt | Corée du Sud Han Hyung-bae Hwang Jong-hyun Jeon Hong-kwon Jeon Jong-ha Ji Seung-hwan Kang Keon-wook Kim Chel-hwan Kim Jung-chul Kim Kyung-seok Kim Yong-bae Kim yoon Lim Jong-chun Lim Jung-woo Seo Jong-ho Song Seung-tae Yeo Woon-kon                                                | Australie Michael Brennan Adam Commens Stephen Davies Damon Diletti Lachlan Dreher Jason Duff Troy Elder James Elmer Paul Gaudoin Stephen Holt Brent Livermore Daniel Sproule Jay Stacy Craig Victory Matthew Wells Michael York                                                        |
| Tournoi féminin  | Australie Katie Allen Alyson Annan Lisa Carruthers Renita Farrell Juliet Haslam Rechelle Hawkes Nikki Hudson Rachel Imison Clover Maitland Claire Mitchell-Taverner Jenny Morris Alison Peek Katrina Powell Angie Skirving Kate Starre Julie Towers      | Argentine Magdalena Aicega Mariela Antoniska Inés Arrondo Luciana Aymar María Paz Ferrari Anabel Gambero Soledad García María de la Paz Hernández Laura Maiztegui Mercedes Margalot Karina Masotta Vanina Oneto Jorgelina Rimoldi María Cecilia Rognoni Ayelén Stepnik Paola Vukojicic | Pays-Bas Minke Booij Ageeth Boomgaardt Julie Deiters Mijntje Donners Fatima Moreira de Melo Clarinda Sinnige Hanneke Smabers Minke Smeets Margje Teeuwen Carole Thate Daphne Touw Fleur van de Kieft Dillianne van den Boogaard Macha van der Vaart Suzan van der Wielen Myrna Veenstra |

## Judo
| Épreuves        | Or                         | Argent                   | Bronze                      |
| --------------- | -------------------------- | ------------------------ | --------------------------- |
| Hommes          |                            |                          |                             |
| Moins de 60 kg  | Tadahiro Nomura (JPN)      | Jung Bu-kyung (KOR)      | Manolo Poulot (CUB)         |
| Moins de 60 kg  | Tadahiro Nomura (JPN)      | Jung Bu-kyung (KOR)      | Aydin Smagulov (KGZ)        |
| Moins de 66 kg  | Hüseyin Özkan (TUR)        | Larbi Benboudaoud (FRA)  | Girolamo Giovinazzo (ITA)   |
| Moins de 66 kg  | Hüseyin Özkan (TUR)        | Larbi Benboudaoud (FRA)  | Giorgi Vazagashvili (GEO)   |
| Moins de 73 kg  | Giuseppe Maddaloni (ITA)   | Tiago Camilo (BRA)       | Anatoly Laryukov (BLR)      |
| Moins de 73 kg  | Giuseppe Maddaloni (ITA)   | Tiago Camilo (BRA)       | Vsevolods Zeļonijs (LAT)    |
| Moins de 81 kg  | Makoto Takimoto (JPN)      | Cho In-chul (KOR)        | Aleksei Budõlin (EST)       |
| Moins de 81 kg  | Makoto Takimoto (JPN)      | Cho In-chul (KOR)        | Nuno Delgado (POR)          |
| Moins de 90 kg  | Mark Huizinga (NED)        | Carlos Honorato (BRA)    | Frédéric Demontfaucon (FRA) |
| Moins de 90 kg  | Mark Huizinga (NED)        | Carlos Honorato (BRA)    | Ruslan Mashurenko (UKR)     |
| Moins de 100 kg | Kōsei Inoue (JPN)          | Nicolas Gill (CAN)       | Yuri Stepkine (RUS)         |
| Moins de 100 kg | Kōsei Inoue (JPN)          | Nicolas Gill (CAN)       | Stéphane Traineau (FRA)     |
| Plus de 100 kg  | David Douillet (FRA)       | Shinichi Shinohara (JPN) | Indrek Pertelson (EST)      |
| Plus de 100 kg  | David Douillet (FRA)       | Shinichi Shinohara (JPN) | Tamerlan Tmenov (RUS)       |
| Femmes          |                            |                          |                             |
| Moins de 48 kg  | Ryōko Tamura (JPN)         | Lioubov Brouletova (RUS) | Anna-Maria Gradante (GER)   |
| Moins de 48 kg  | Ryōko Tamura (JPN)         | Lioubov Brouletova (RUS) | Yolanda Soler (BEL)         |
| Moins de 52 kg  | Legna Verdecia (CUB)       | Noriko Narazaki (JPN)    | Kye Sun-hui (PRK)           |
| Moins de 52 kg  | Legna Verdecia (CUB)       | Noriko Narazaki (JPN)    | Liu Yuxiang (CHN)           |
| Moins de 57 kg  | Isabel Fernández (ESP)     | Driulis González (CUB)   | Kie Kusakabe (JPN)          |
| Moins de 57 kg  | Isabel Fernández (ESP)     | Driulis González (CUB)   | Maria Pekli (AUS)           |
| Moins de 63 kg  | Séverine Vandenhende (FRA) | Li Shufang (CHN)         | Jung Sung-sook (KOR)        |
| Moins de 63 kg  | Séverine Vandenhende (FRA) | Li Shufang (CHN)         | Gella Vandecaveye (BEL)     |
| Moins de 70 kg  | Sibelis Veranes (CUB)      | Kate Howey (GBR)         | Cho Min-sun (KOR)           |
| Moins de 70 kg  | Sibelis Veranes (CUB)      | Kate Howey (GBR)         | Ylenia Scapin (ITA)         |
| Moins de 78 kg  | Tang Lin (CHN)             | Céline Lebrun (FRA)      | Emanuela Pierantozzi (ITA)  |
| Moins de 78 kg  | Tang Lin (CHN)             | Céline Lebrun (FRA)      | Simona Richter (ROU)        |
| Plus de 78 kg   | Yuan Hua (CHN)             | Daima Beltrán (CUB)      | Kim Seon-young (KOR)        |
| Plus de 78 kg   | Yuan Hua (CHN)             | Daima Beltrán (CUB)      | Mayumi Yamashita (JPN)      |

## Lutte

### Gréco-Romaine
| Épreuves        | Or                         | Argent                  | Bronze                     |
| --------------- | -------------------------- | ----------------------- | -------------------------- |
| Hommes          |                            |                         |                            |
| Moins de 54 kg  | Sim Kwon-ho (KOR)          | Lázaro Rivas (CUB)      | Kang Yong-gyun (PRK)       |
| Moins de 58 kg  | Armen Nazarian (BUL)       | Kim In-sub (KOR)        | Sheng Zetian (CHN)         |
| Moins de 63 kg  | Varteres Samurgashev (RUS) | Juan Marén (CUB)        | Akaki Chachua (GEO)        |
| Moins de 69 kg  | Filiberto Ascuy (CUB)      | Katsuhiko Nagata (JPN)  | Alexeï Glouchkov (RUS)     |
| Moins de 76 kg  | Murat Kardanov (RUS)       | Matt Lindland (USA)     | Marko Yli-Hannuksela (FIN) |
| Moins de 85 kg  | Hamza Yerlikaya (TUR)      | Sándor Bárdosi (HUN)    | Mukhran Vakhtangadze (GEO) |
| Moins de 82 kg  | Hamza Yerlikaya (TUR)      | Thomas Zander (GER)     | Valery Tsilent (BLR)       |
| Moins de 97 kg  | Mikael Ljungberg (SWE)     | Davyd Saldadze (UKR)    | Garrett Lowney (USA)       |
| Moins de 130 kg | Rulon Gardner (USA)        | Aleksandr Karelin (RUS) | Dmitry Debelka (BLR)       |

### Libre
| Épreuves        | Or                      | Argent                 | Bronze                  |
| --------------- | ----------------------- | ---------------------- | ----------------------- |
| Hommes          |                         |                        |                         |
| Moins de 54 kg  | Namiq Abdullayev (AZE)  | Samuel Henson (USA)    | Amirán Kardánof (GRE)   |
| Moins de 58 kg  | Alireza Dabir (IRI)     | Yevhen Buslovych (UKR) | Terry Brands (USA)      |
| Moins de 63 kg  | Murad Umakhanov (RUS)   | Serafim Barzakov (BUL) | Jang Jae-sung (KOR)     |
| Moins de 69 kg  | Daniel Igali (CAN)      | Arsen Gitinov (RUS)    | Lincoln McIlravy (USA)  |
| Moins de 76 kg  | Brandon Slay (USA)      | Moon Eui-jae (KOR)     | Adem Bereket (TUR)      |
| Moins de 85 kg  | Adam Saytiev (RUS)      | Yoel Romero (CUB)      | Mogamed Ibragimov (MKD) |
| Moins de 97 kg  | Sagid Murtazaliev (RUS) | Islam Bayramukov (KAZ) | Eldar Kurtanidze (GEO)  |
| Moins de 130 kg | David Musuľbes (RUS)    | Artur Taymazov (UZB)   | Alexis Rodríguez (CUB)  |

## Natation
| Épreuves                      | Or                                                                    | Argent                                                                       | Bronze                                                                            |
| ----------------------------- | --------------------------------------------------------------------- | ---------------------------------------------------------------------------- | --------------------------------------------------------------------------------- |
| Hommes                        |                                                                       |                                                                              |                                                                                   |
| 50 m nage libre               | Anthony Ervin (USA) Gary Hall Jr. (USA)                               | -                                                                            | Pieter van den Hoogenband (NED)                                                   |
| 100 m nage libre              | Pieter van den Hoogenband (NED)                                       | Aleksandr Popov (RUS)                                                        | Gary Hall Jr. (USA)                                                               |
| 200 m nage libre              | Pieter van den Hoogenband (NED)                                       | Ian Thorpe (AUS)                                                             | Massimiliano Rosolino (ITA)                                                       |
| 400 m nage libre              | Ian Thorpe (AUS)                                                      | Massimiliano Rosolino (ITA)                                                  | Klete Keller (USA)                                                                |
| 1 500 m nage libre            | Grant Hackett (AUS)                                                   | Kieren Perkins (AUS)                                                         | Chris Thompson (USA)                                                              |
| 100 m papillon                | Lars Frölander (SWE)                                                  | Michael Klim (AUS)                                                           | Geoff Huegill (AUS)                                                               |
| 200 m papillon                | Tom Malchow (USA)                                                     | Denys Sylantyev (UKR)                                                        | Justin Norris (AUS)                                                               |
| 100 m dos                     | Lenny Krayzelburg (USA)                                               | Matt Welsh (AUS)                                                             | Stev Theloke (GER)                                                                |
| 200 m dos                     | Lenny Krayzelburg (USA)                                               | Aaron Peirsol (USA)                                                          | Matt Welsh (AUS)                                                                  |
| 100 m brasse                  | Domenico Fioravanti (ITA)                                             | Ed Moses (USA)                                                               | Roman Sludnov (RUS)                                                               |
| 200 m brasse                  | Domenico Fioravanti (ITA)                                             | Terence Parkin (RSA)                                                         | Davide Rummolo (ITA)                                                              |
| 200 m quatre nages            | Massimiliano Rosolino (ITA)                                           | Tom Dolan (USA)                                                              | Tom Wilkens (USA)                                                                 |
| 400 m quatre nages            | Tom Dolan (USA)                                                       | Erik Vendt (USA)                                                             | Curtis Myden (CAN)                                                                |
| Relais 4 × 100 m nage libre   | Australie Ashley Callus Chris Fydler Michael Klim Ian Thorpe          | États-Unis Anthony Ervin Gary Hall Jr. Jason Lezak Neil Walker               | Brésil Gustavo Borges Carlos Jayme Fernando Scherer Edvaldo Valério               |
| Relais 4 × 200 m nage libre   | Australie Bill Kirby Michael Klim Todd Pearson Ian Thorpe             | États-Unis Josh Davis Scott Goldblatt Klete Keller Jamie Rauch               | Pays-Bas Johan Kenkhuis Pieter van den Hoogenband Marcel Wouda Martijn Zuijdweg   |
| Relais 4 × 100 m quatre nages | États-Unis Ian Crocker Gary Hall Jr. Lenny Krayzelburg Ed Moses       | Australie Regan Harrison Geoff Huegill Michael Klim Matt Welsh               | Allemagne Jens Kruppa Thomas Rupprath Torsten Spanneberg Stev Theloke             |
| Femmes                        |                                                                       |                                                                              |                                                                                   |
| 50 m nage libre               | Inge de Bruijn (NED)                                                  | Therese Alshammar (SWE)                                                      | Dara Torres (USA)                                                                 |
| 100 m nage libre              | Inge de Bruijn (NED)                                                  | Therese Alshammar (SWE)                                                      | Jenny Thompson (USA) Dara Torres (USA)                                            |
| 200 m nage libre              | Susie O'Neill (AUS)                                                   | Martina Moravcová (SVK)                                                      | Claudia Poll (CRC)                                                                |
| 400 m nage libre              | Brooke Bennett (USA)                                                  | Diana Munz (USA)                                                             | Claudia Poll (CRC)                                                                |
| 800 m nage libre              | Brooke Bennett (USA)                                                  | Yana Klochkova (UKR)                                                         | Kaitlin Sandeno (USA)                                                             |
| 100 m papillon                | Inge de Bruijn (NED)                                                  | Martina Moravcová (SVK)                                                      | Dara Torres (USA)                                                                 |
| 200 m papillon                | Misty Hyman (USA)                                                     | Susie O'Neill (AUS)                                                          | Petria Thomas (AUS)                                                               |
| 100 m dos                     | Diana Mocanu (ROU)                                                    | Mai Nakamura (JPN)                                                           | Nina Zhivanevskaya (ESP)                                                          |
| 200 m dos                     | Diana Mocanu (ROU)                                                    | Roxana Maracineanu (FRA)                                                     | Miki Nakao (JPN)                                                                  |
| 100 m brasse                  | Megan Quann (USA)                                                     | Leisel Jones (AUS)                                                           | Penelope Heyns (RSA)                                                              |
| 200 m brasse                  | Ágnes Kovács (HUN)                                                    | Kristy Kowal (USA)                                                           | Amanda Beard (USA)                                                                |
| 200 m quatre nages            | Yana Klochkova (UKR)                                                  | Beatrice Câșlaru (ROU)                                                       | Cristina Teuscher (USA)                                                           |
| 400 m quatre nages            | Yana Klochkova (UKR)                                                  | Yasuko Tajima (JPN)                                                          | Beatrice Câșlaru (ROU)                                                            |
| Relais 4 × 100 m nage libre   | États-Unis Courtney Shealy Jenny Thompson Dara Torres Amy Van Dyken   | Pays-Bas Inge de Bruijn Thamar Henneken Wilma van Hofwegen Manon van Rooijen | Suède Therese Alshammar Louise Jöhncke Anna-Karin Kammerling Johanna Sjöberg      |
| Relais 4 × 200 m nage libre   | États-Unis Samantha Arsenault Lindsay Benko Diana Munz Jenny Thompson | Australie Susie O'Neill Giaan Rooney Petria Thomas Kirsten Thomson           | Allemagne Antje Buschschulte Sara Harstick Kerstin Kielgass Franziska van Almsick |
| Relais 4 × 100 m quatre nages | États-Unis Barbara Bedford Megan Quann Jenny Thompson Dara Torres     | Australie Dyana Calub Leisel Jones Susie O'Neill Petria Thomas               | Japon Sumika Minamoto Mai Nakamura Junko Onishi Masami Tanaka                     |

## Natation synchronisée
| Épreuves | Or | Argent | Bronze |
| -------- | --- | --- | --- |
| Duo      | Russie Olga Brusnikina Maria Kisseleva | Japon Miya Tachibana Miho Takeda                                                                                   | France Virginie Dedieu Myriam Lignot |
| Ballet   | Russie Elena Antonova Elena Azarova Olga Brusnikina Maria Kisseleva Olga Novokchtchenova Irina Perchina Elena Soia Yulia Vasilieva Olga Vassuoukova | Japon Ayano Egami Raika Fujii Yoko Isoda Rei Jimbo Miya Tachibana Miho Takeda Juri Tatsumi Yoko Yoneda Yuko Yoneda | Canada Lyne Beaumont Claire Carver-Dias Erin Chan Jessica Chase Catherine Garceau Fanny Létourneau Kirstin Normand Jacinthe Taillon Reidun Tatham |

## Pentathlon moderne
| Épreuves | Or                      | Argent             | Bronze             |
| -------- | ----------------------- | ------------------ | ------------------ |
| Hommes   | Dmitri Svatkovski (RUS) | Gábor Balogh (HUN) | Pavel Dovgal (BLR) |
| Femmes   | Stephanie Cook (GBR)    | Emily deRiel (USA) | Kate Allenby (GBR) |

## Softball
| Épreuves        | Or | Argent | Bronze |
| --------------- | --- | --- | --- |
| Tournoi féminin | États-Unis Christie Ambrosi Laura Berg Jennifer Brundage Crystl Bustos Sheila Cornell Lisa Fernandez Lori Harrigan Danielle Henderson Jennifer McFalls Stacey Nuveman Leah O'Brien Dot Richardson Michele Mary Smith Michelle Venturella Christa Lee Williams | Japon Misako Ando Yumiko Fujii Taeko Ishikawa Kazue Ito Yoshimi Kobayashi Shiori Koseki Mariko Masubuchi Naomi Matsumoto Emi Naito Haruka Saito Juri Takayama Hiroko Tamoto Reika Utsugi Miyo Yamada Noriko Yamaji | Australie Sandra Allen Joanne Brown Fiona Crawford Kerry Dienelt Peta Edebone Sue Fairhurst Selina Follas Kelly Hardie Tanya Harding Sally McDermid Simmone Morrow Melanie Roche Natalie Titcume Natalie Ward Brooke Wilkins |

## Taekwondo
| Épreuves                    | Or                       | Argent                   | Bronze                   |
| --------------------------- | ------------------------ | ------------------------ | ------------------------ |
| Hommes                      |                          |                          |                          |
| Poids mouche Moins de 58 kg | Michail Mouroutsos (GRE) | Gabriel Esparza (ESP)    | Huang Chih-hsiung (TPE)  |
| Poids léger Moins de 68 kg  | Steven López (USA)       | Sin Joon-sik (KOR)       | Hadi Saei (IRI)          |
| Poids moyen Moins de 80 kg  | Ángel Matos (CUB)        | Faissal Ebnoutalib (GER) | Víctor Estrada (MEX)     |
| Poids lourd Plus de 80 kg   | Kim Kyong-hun (KOR)      | Daniel Trenton (AUS)     | Pascal Gentil (FRA)      |
| Femmes                      |                          |                          |                          |
| Poids mouche Moins de 49 kg | Lauren Burns (AUS)       | Urbia Meléndez (CUB)     | Chi Shu-ju (TPE)         |
| Poids léger Moins de 57 kg  | Jung Jae-eun (KOR)       | Trần Hiếu Ngân (VIE)     | Hamide Bıkçın (TUR)      |
| Poids moyen Moins de 67 kg  | Lee Sun-hee (KOR)        | Trude Gundersen (NOR)    | Yoriko Okamoto (JPN)     |
| Poids lourd Plus de 67 kg   | Chen Zhong (CHN)         | Natalia Ivanova (RUS)    | Dominique Bosshart (CAN) |

## Tennis
| Épreuves          | Or                                        | Argent                                   | Bronze                                |
| ----------------- | ----------------------------------------- | ---------------------------------------- | ------------------------------------- |
| Simples messieurs | Ievgueni Kafelnikov (RUS)                 | Tommy Haas (GER)                         | Arnaud Di Pasquale (FRA)              |
| Simples dames     | Venus Williams (USA)                      | Elena Dementieva (RUS)                   | Monica Seles (USA)                    |
| Doubles messieurs | Canada Sébastien Lareau Daniel Nestor     | Australie Todd Woodbridge Mark Woodforde | Espagne Àlex Corretja Albert Costa    |
| Doubles dames     | États-Unis Serena Williams Venus Williams | Pays-Bas Kristie Boogert Miriam Oremans  | Belgique Els Callens Dominique Monami |

## Tennis de table
| Épreuves          | Or                       | Argent                          | Bronze                                    |
| ----------------- | ------------------------ | ------------------------------- | ----------------------------------------- |
| Simples messieurs | Kong Linghui (CHN)       | Jan-Ove Waldner (SWE)           | Liu Guoliang (CHN)                        |
| Simples dames     | Wang Nan (CHN)           | Li Ju (CHN)                     | Chen Jing (TPE)                           |
| Doubles messieurs | Chine Wang Liqin Yan Sen | Chine Kong Linghui Liu Guoliang | France Patrick Chila Jean-Philippe Gatien |
| Doubles dames     | Chine Li Ju Wang Nan     | Chine Sun Jin Yang Ying         | Corée du Sud Kim Moo-kyo Ryu Ji-hae       |

## Tir
| Épreuves                     | Or                           | Argent                  | Bronze                    |
| ---------------------------- | ---------------------------- | ----------------------- | ------------------------- |
| Hommes                       |                              |                         |                           |
| Carabine à 10 m air comprimé | Cai Yalin (CHN)              | Artem Khadjibekov (RUS) | Yevgeni Aleinikov (RUS)   |
| Carabine à 50 m tir couché   | Jonas Edman (SWE)            | Torben Grimmel (DEN)    | Siarhei Martynau (BLR)    |
| Carabine à 3 × 40 50 m       | Rajmond Debevec (SLO)        | Juha Hirvi (FIN)        | Harald Stenvaag (NOR)     |
| Pistolet à 10 m air comprimé | Franck Dumoulin (FRA)        | Wang Yifu (CHN)         | Ihar Basinski (BLR)       |
| Pistolet à 25 m tir rapide   | Sergei Alifirenko (RUS)      | Michel Ansermet (SUI)   | Iulian Raicea (ROU)       |
| Pistolet à 50 m tir rapide   | Tanyu Kiryakov (BUL)         | Ihar Basinski (BLR)     | Martin Tenk (CZE)         |
| Pistolet à 10 m cible mobile | Yang Ling (CHN)              | Oleg Moldovan (MDA)     | Niu Zhiyuan (CHN)         |
| Trap                         | Michael Diamond (AUS)        | Ian Peel (GBR)          | Giovanni Pellielo (ITA)   |
| Double-trap                  | Richard Faulds (GBR)         | Russell Mark (AUS)      | Fehaid al-Deehani (KUW)   |
| Skeet                        | Mykola Milchev (UKR)         | Petr Málek (CZE)        | James Todd Graves (USA)   |
| Femmes                       |                              |                         |                           |
| Carabine à 10 m air comprimé | Nancy Johnson (USA)          | Kang Cho-hyun (KOR)     | Gao Jing (CHN)            |
| Carabine à 3 × 20 50 m       | Renata Mauer-Różańska (POL)  | Tatiana Goldobina (RUS) | Maria Feklistova (RUS)    |
| Pistolet à 10 m air comprimé | Tao Luna (CHN)               | Jasna Šekarić (YUG)     | Annemarie Forder (AUS)    |
| Pistolet à 25 m tir rapide   | Maria Grozdeva (BUL)         | Tao Luna (CHN)          | Lalita Yauhleuskaya (BLR) |
| Trap                         | Daina Gudzinevičiūtė (LTU)   | Delphine Racinet (FRA)  | Gao E (CHN)               |
| Double-trap                  | Pia Hansen (SWE)             | Deborah Gelisio (ITA)   | Kim Rhode (USA)           |
| Skeet                        | Zemfira Meftahatdinova (AZE) | Svetlana Demina (RUS)   | Diána Igaly (HUN)         |

## Tir à l'arc
| Épreuves    | Or                                                  | Argent                                                        | Bronze                                                        |
| ----------- | --------------------------------------------------- | ------------------------------------------------------------- | ------------------------------------------------------------- |
| Hommes      |                                                     |                                                               |                                                               |
| Individuel  | Simon Fairweather (AUS)                             | Vic Wunderle (USA)                                            | Wietse van Alten (NED)                                        |
| Par équipes | Corée du Sud Jang Yong-ho Kim Chung-tae Oh Kyo-moon | Italie Matteo Bisiani Ilario Di Buò Michele Frangilli         | États-Unis Butch Johnson Rod White Vic Wunderle               |
| Femmes      |                                                     |                                                               |                                                               |
| Individuel  | Yun Mi-jin (KOR)                                    | Kim Nam-soon (KOR)                                            | Kim Soo-nyung (KOR)                                           |
| Par équipes | Corée du Sud Kim Nam-soon Kim Soo-nyung Yun Mi-jin  | Ukraine Natalia Bourdeïna Olena Sadovnytcha Kateryna Serdiouk | Allemagne Barbara Mensing Cornelia Pfohl Sandra Wagner-Sachse |

## Trampoline
| Épreuves | Or                         | Argent                  | Bronze                |
| -------- | -------------------------- | ----------------------- | --------------------- |
| Hommes   | Aleksandr Moskalenko (RUS) | Ji Wallace (RUS)        | Mathieu Turgeon (CAN) |
| Femmes   | Irina Karavaeva (RUS)      | Oksana Tsyhoulova (UKR) | Karen Cockburn (CAN)  |

## Triathlon
| Épreuves | Or                     | Argent                 | Bronze               |
| -------- | ---------------------- | ---------------------- | -------------------- |
| Hommes   | Simon Whitfield (CAN)  | Stephan Vuckovic (GER) | Jan Řehula (CZE)     |
| Femmes   | Brigitte McMahon (SUI) | Michellie Jones (AUS)  | Magali Messmer (SUI) |

## Volley-ball

### Beach-volley
| Épreuves         | Or                                      | Argent                           | Bronze                             |
| ---------------- | --------------------------------------- | -------------------------------- | ---------------------------------- |
| Tournoi masculin | États-Unis Dain Blanton Eric Fonoimoana | Brésil Zé Marco Ricardo Santos   | Allemagne Jörg Ahmann Axel Hager   |
| Tournoi féminin  | Australie Natalie Cook Kerri Pottharst  | Brésil Shelda Bede Adriana Behar | Brésil Sandra Pires Adriana Samuel |

### En salle
| Épreuves         | Or | Argent | Bronze |
| ---------------- | --- | --- | --- |
| Tournoi masculin | Yougoslavie Vladimir Batez Slobodan Boškan Andrija Gerić Nikola Grbić Vladimir Grbić Slobodan Kovač Đula Mešter Vasa Mijić Ivan Miljković Veljko Petković Goran Vujević Igor Vusurović | Russie Igor Choulepov Aleksandr Gerasimov Valeri Gorioushev Roman Iakovlev Alekseï Kazakov Vadim Khamouttskikh Alekseï Koulechov Ievgueni Mitkov Rouslan Olikhver Konstantin Ouchakov Ilya Savelev Sergey Tetyukhin       | Italie Marco Bracci Mirko Corsano Alessandro Fei Andrea Gardini Andrea Giani Pasquale Gravina Luigi Mastrangelo Marco Meoni Samuele Papi Simone Rosalba Andrea Sartoretti Paolo Tofoli |
| Tournoi féminin  | Cuba Taismary Agüero Zoila Barros Regla Bell Marlenis Costa Ana Fernández Mirka Francia Idalmis Gato Lilia Izquierdo Mireya Luis Yumilka Ruiz Marta Sánchez Regla Torres Herrera       | Russie Ievguenia Artamonova Anastasia Belikova Iekaterina Gamova Ielena Godina Tatiana Gratchiova Lioubov Kılıç Inessa Korkmaz Natalia Morozova Olga Potachova Ielizaveta Tichtchenko Ielena Tiourina Yelena Vasilevskaya | Brésil Leila Barros Érika Coimbra Janina Conceição Virna Dias Kely Fraga Ricarda Lima Kátia Lopes Elisângela Oliveira Walewska Oliveira Karin Rodrigues Raquel Silva Hélia Souza       |

## Water-polo
| Épreuves         | Or | Argent | Bronze |
| ---------------- | --- | --- | --- |
| Tournoi masculin | Hongrie Tibor Benedek Péter Biros Rajmund Fodor Tamás Kásás Gergely Kiss Zoltán Kósz Tamás Märcz Tamás Molnár Barnabás Steinmetz Zoltán Szécsi Bulcsú Székely Attila Vári Zsolt Varga          | Russie Roman Balashov Revaz Chomakhidze Dmitri Douguine Sergey Garbuzov Dmitriy Gorshkov Nikolay Kozlov Nikolaï Maksimov Andrey Rekechinskiy Dmytro Stratan Yuriy Yatsev Aleksandr Yeryshov Marat Zakirov Irek Zinnurov | Yougoslavie Aleksandar Ćirić Danilo Ikodinović Viktor Jelenić Nikola Kuljača Aleksandar Šapić Dejan Savić Aleksandar Šoštar Petar Trbojević Veljko Uskoković Jugoslav Vasović Vladimir Vujasinović Nenad Vukanić Pedrag Zimonjić |
| Tournoi féminin  | Australie Naomi Castle Joanne Fox Bridgette Gusterson Simone Hankin Yvette Higgins Kate Hooper Bronwyn Mayer Gail Miller Melissa Mills Debbie Watson Liz Weekes Danielle Woodhouse Taryn Woods | États-Unis Robin Beauregard Ellen Estes Courtney Johnson Ericka Lorenz Heather Moody Bernice Orwig Maureen O'Toole Nicolle Payne Heather Petri Kathy Sheehy Coralie Simmons Julie Swail Brenda Villa                    | Russie Marina Akobia Ekaterina Anikeeva Sofia Konoukh Maria Koroleva Natalia Koutouzova Svetlana Kouzina Ioulia Petrova Tatiana Petrova Galina Rytova Elena Smurova Elena Tokoun Irina Tolkounova Ekaterina Vassilieva           |

## Athlètes les plus médaillés
| Athlète                   | Pays       | Sport                  | Médaille d'or, Jeux olympiques | Médaille d'argent, Jeux olympiques | Médaille de bronze, Jeux olympiques | Total |
| Ian Thorpe                | Australie  | Natation               | 3                              | 2                                  | 0                                   | 5     |
| Inge de Bruijn            | Pays-Bas   | Natation               | 3                              | 1                                  | 0                                   | 4     |
| Leontien Zijlaard         | Pays-Bas   | Cyclisme               | 3                              | 1                                  | 0                                   | 4     |
| Jenny Thompson            | États-Unis | Natation               | 3                              | 0                                  | 1                                   | 4     |
| Lenny Krayzelburg         | États-Unis | Natation               | 3                              | 0                                  | 0                                   | 3     |
| Michael Klim              | Australie  | Natation               | 2                              | 2                                  | 0                                   | 4     |
| Aleksey Nemov             | Russie     | Gymnastique artistique | 2                              | 1                                  | 3                                   | 6     |
| Gary Hall Jr.             | États-Unis | Natation               | 2                              | 1                                  | 1                                   | 4     |
| Yana Klochkova            | Ukraine    | Natation               | 2                              | 1                                  | 0                                   | 3     |
| Florian Rousseau          | France     | Cyclisme               | 2                              | 1                                  | 0                                   | 3     |
| Elena Zamolodchikova      | Russie     | Gymnastique artistique | 2                              | 1                                  | 0                                   | 3     |
| Dara Torres               | États-Unis | Natation               | 2                              | 0                                  | 3                                   | 5     |
| Pieter van den Hoogenband | Pays-Bas   | Natation               | 2                              | 0                                  | 2                                   | 4     |
| Simona Amânar             | Roumanie   | Gymnastique artistique | 2                              | 0                                  | 1                                   | 3     |
| Susie O'Neill             | Australie  | Natation               | 1                              | 3                                  | 0                                   | 4     |
| Svetlana Khorkina         | Russie     | Gymnastique artistique | 1                              | 2                                  | 0                                   | 3     |
| Dmitri Sautin             | Russie     | Plongeon               | 1                              | 1                                  | 2                                   | 4     |
| Massimiliano Rosolino     | Italie     | Natation               | 1                              | 1                                  | 1                                   | 3     |
| Liu Xuan                  | Chine      | Gymnastique artistique | 1                              | 0                                  | 2                                   | 3     |
| Therese Alshammar         | Suède      | Natation               | 0                              | 2                                  | 1                                   | 3     |
| Ekaterina Lobaznyuk       | Russie     | Gymnastique artistique | 0                              | 2                                  | 1                                   | 3     |
| Petria Thomas             | Australie  | Natation               | 0                              | 2                                  | 1                                   | 3     |
| Matt Welsh                | Australie  | Natation               | 0                              | 2                                  | 1                                   | 3     |